# Lokalbanen

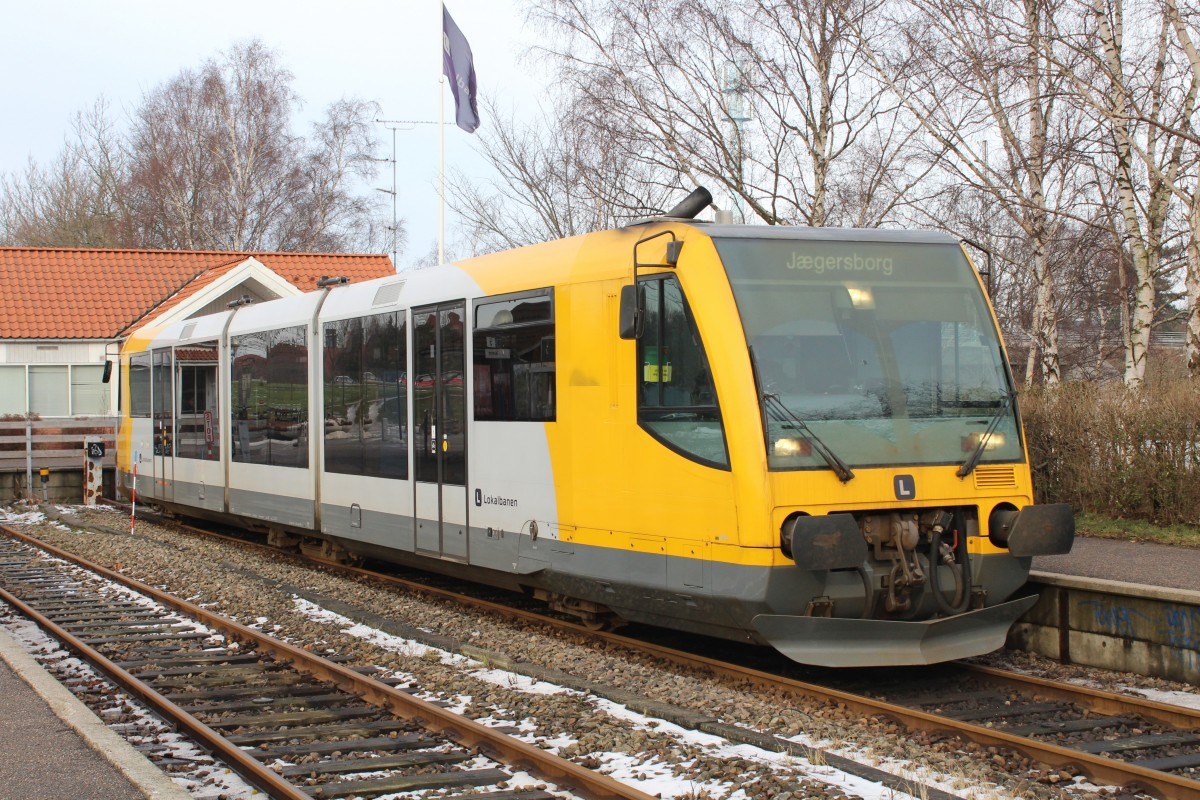
Een RegioSprinter in het station Nærum (Nærumbanen).

Lokalbanen A/S (LB), gevestigd in Hillerød, was een private spoorwegmaatschappij in het noorden van Seeland in Denemarken. De infrastructuur en het materieel werden beheerd door Hovedstadens Lokalbaner. Door fusie met Regionstog A/S is Lokalbanen per 1 juli 2015 opgegaan in een nieuw bedrijf Lokaltog A/S.
LB was in 2002 ontstaan uit een fusie van Hillerød-Frederiksværk-Hundested Jernbane (HFHJ), Gribskovbanens Driftsselskab (GDS), Helsingør-Hornbæk-Gilleleje Banen (HHGB) en Lyngby-Nærum Jernbane (LNJ). Ook Østsjællandske Jernbaneselskab (ØSJS) deed mee aan de fusie, maar maakt sinds 1 januari 2009 geen deel meer uit van de combinatie. Lokalbanen voerde de treindiensten uit op de trajecten van de vier overige gefuseerde maatschappijen. Tot 2007 bleef het traject Lille Nord tussen Hillerød en Helsingør geëxploiteerd door de Danske Statsbaner (DSB), waarna ook de exploitatie van dit traject aan LB werd overgedragen.

## Geschiedenis
Vanaf 2001 werden plannen gemaakt om een aantal private spoorlijnen op Seeland onder te brengen bij de Hovedstadens Udviklingsråd (HUR), een organisatie die het lokale busvervoer in Seeland beheerde. In mei 2002 werden twee nieuwe maatschappijen opgericht, waarin de meeste private spoorwegmaatschappijen op Seeland fuseerden. De infrastructuur en het materieel werden ondergebracht bij Hovedstadens Lokalbaner (HL), de exploitatie werd verzorgd door Lokalbanen (LB). Sinds 2007 verzorgt Lokalbanen ook het treinverkeer op de voormalige DSB-spoorlijn Lille Nord tussen Hillerød en Helsingør via Fredensborg. Daarentegen droeg Lokalbanen de lijnen Køge - Hårlev - Rødvig / Faxe Ladeplads (Østbanen) op 1 januari 2009 over aan Regionstog.

## Trajecten
- Frederiksværkbanen: Hillerød - Frederiksværk - Hundested
- Gribskovbanen: Hillerød - Kagerup - Tisvildeleje
- Gribskovbanen: Hillerød - Kagerup - Gilleleje
- Hornbækbanen: Gilleleje - Hornbæk - Helsingør
- Lille Nord: Hillerød - Fredensborg - Snekkersten (- Helsingør)
- Nærumbanen: Jægersborg - Nærum

De trajecten Hillerød - Gilleleje - Helsingør worden als één doorgaande lijn geëxploiteerd. Het traject tussen Snekkersten en Helsingør wordt beheerd door Banedanmark, de treinen uit Hillerød rijden door naar Helsingør.

## Materieel
Hovedstadens Lokalbaner nam aanvankelijk al het materieel van de gefuseerde maatschappijen over. Het oude Lynette-materieel werd op de noordelijke lijnen vervangen door nieuwe LINT-treinstellen. De vervanging van het Lynettematerieel van de voormalige ØSJS staat in 2009 op het programma. Het IC2-materieel van HFHJ-GDS werd verkocht aan Lollandsbanen. Het RegioSprinter-materieel van de voormalige LNJ blijft bij LB in gebruik op Nærumbanen.
Lokalbanen voert de exploitatie uit met het materieel van Hovedstadens Lokalbaner, te weten RegioSprinters op de Nærumbanen en LINT-materieel op de overige trajecten. Omdat LB alleen het reizigersvervoer uitvoert, heeft men geen behoefte aan diesellocomotieven. De locomotieven type MX van de voormalige ØSJS zijn verkocht aan CFL Cargo Danmark, de locomotieven type MX van de voormalige HFHJ zijn verkocht aan Contec of BLDX.